# Живаневська Ніна Олександрівна
Живаневська Ніна Олександрівна (24 червня 1977) — радянська плавчиня.
Призерка Олімпійських Ігор 1992, 2000 років, учасниця 1996, 2004, 2008 років.
Чемпіонка світу з водних видів спорту 2003 року, призерка 1994 року.
Чемпіонка Європи з водних видів спорту 2000, 2002 років, призерка 1993, 1995, 1999, 2004, 2008 років.
Чемпіонка Європи з плавання на короткій воді 1999 року, призерка 1992, 1993, 2000 років.